# Like This Like That (Mauro Picotto)
Like This Like That è una canzone del dj italiano Mauro Picotto.

## Tracce
CD-Maxi
Testi e musiche di Mauro Picotto, Andrea Remondini e Riccardo Ferri.
1. Mauro Picotto – Like This Like That (Radio Version) – 3:15
2. Mauro Picotto – Like This Like That (Mas Mix) – 6:32
3. Mauro Picotto – Like This Like That (Alternative Start Mix) – 6:45
4. Mauro Picotto – Like This Like That (3 A.M. Mix) – 7:15

Durata totale: 23:47

## Classifiche
| Classifica  | Posizione più alta |
| ----------- | ------------------ |
| Svizzera    | 73                 |
| Austria     | 34                 |
| Paesi Bassi | 35                 |
| Germania    | 55                 |
| Regno Unito | 21                 |
| Irlanda     | 18                 |